# Bérig-Vintrange

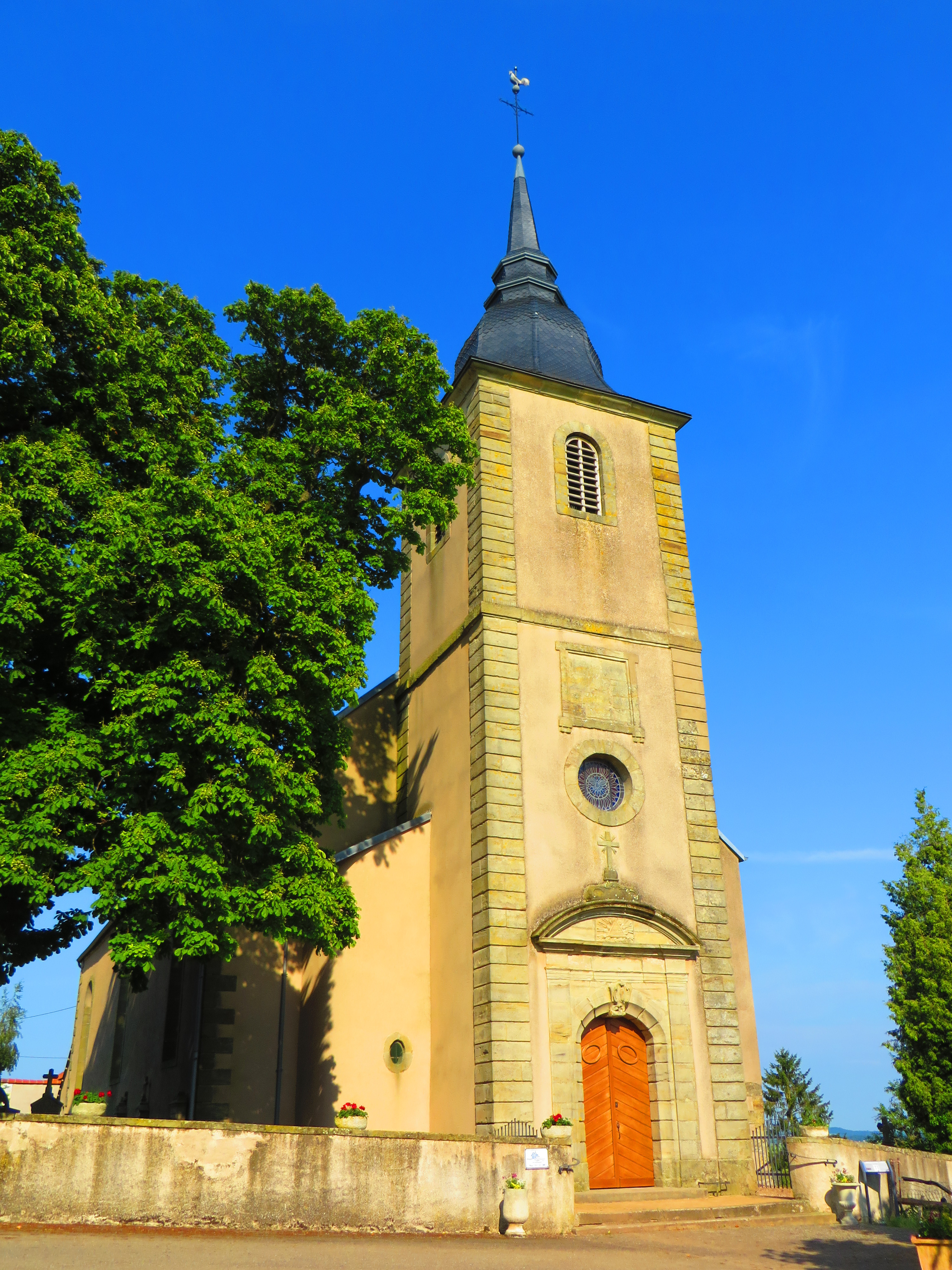
Kirche St. Hippolyt (Saint-Hippolyte), Vintrange

Bérig-Vintrange (deutsch Berg-Wintringen) ist eine französische Gemeinde mit 213 Einwohnern (Stand 1. Januar 2022) im Département Moselle in der Region Grand Est (bis 2015 Lothringen). Sie gehört zum Arrondissement Forbach-Boulay-Moselle.

## Geographie
Die Gemeinde liegt in Lothringen, 54 Kilometer südöstlich von Metz, dreißig Kilometer südwestlich von Forbach und drei Kilometer südwestlich von Großtänchen sowie 17 Kilometer südlich von Saint-Avold (Sankt Avold) an der Fernstraße zwischen Saargemünd nach Château-Salins. Sie besteht aus den beiden Ortsteilen Bérig (Berg) und Vintrange (Wintringen).

## Geschichte
Die Ortschaft gehörte früher zum Bistum Metz, einem Fürstbistum des Heiligen Römischen Reichs. Ältere Ortsbezeichnungen sind Bergh (1412), Berge (1447), Berg (1455), Berque, Bergs, Beri (1681), Berig (1698), Berrg, Berich (1756), Bery, Berig, Perich (1817) und Bérig.
Der Graf von Hemstedt verlieh 1698 den Einwohnern das Weiderecht im nordöstlich gelegenen Bischwald bei Bistroff (Bischdorf).
Der im Dreißigjährigen Krieg zerstörte Ortsteil Wintringen wurde bereits 1118 als Lehen des Bistums Metz genannt. Ältere Namen dieses Ortsteils sind Wintrange (1354), Vintringen (1433), Wintringen (1450), Winthringen (1478), Winstringa, Vintringa (1544) und Wittringen (1594).
Durch den Frankfurter Frieden vom 10. Mai 1871 kam das Gebiet an das deutsche Reichsland Elsaß-Lothringen, und das Dorf wurde dem Kreis Forbach im Bezirk Lothringen zugeordnet. Die Dorfbewohner betrieben Ackerbau und Viehzucht.
Nach dem Ersten Weltkrieg musste das Gebiet aufgrund der Bestimmungen des Versailler Vertrags 1919 an Frankreich abgetreten werden. Im Zweiten Weltkrieg war die Region von der deutschen Wehrmacht besetzt, und der Ort stand bis 1944 unter deutscher Verwaltung.

### Bevölkerungsentwicklung
| Jahr                       | 1962 | 1968 | 1975 | 1982 | 1990 | 1999 | 2008 | 2019 |
| Einwohner                  | 223  | 252  | 245  | 237  | 223  | 209  | 235  | 216  |
| Quellen: Cassini und INSEE |      |      |      |      |      |      |      |      |

## Sehenswürdigkeiten
- Kirche St. Hippolyt (Saint-Hippolyte), sie  ist an ihrem Westturm mit 1784 bezeichnet. Sie enthält ein geschnitztes Vesperbild aus dem 15. Jahrhundert, an ihrer Südseite ein Beinhaus.[4]

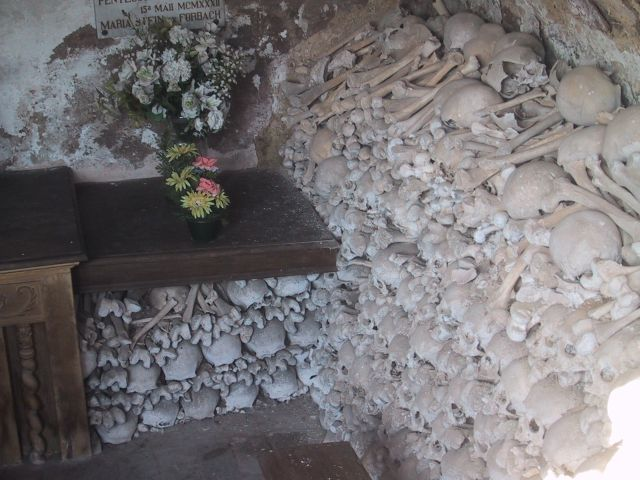
Beinhaus, Vintrange
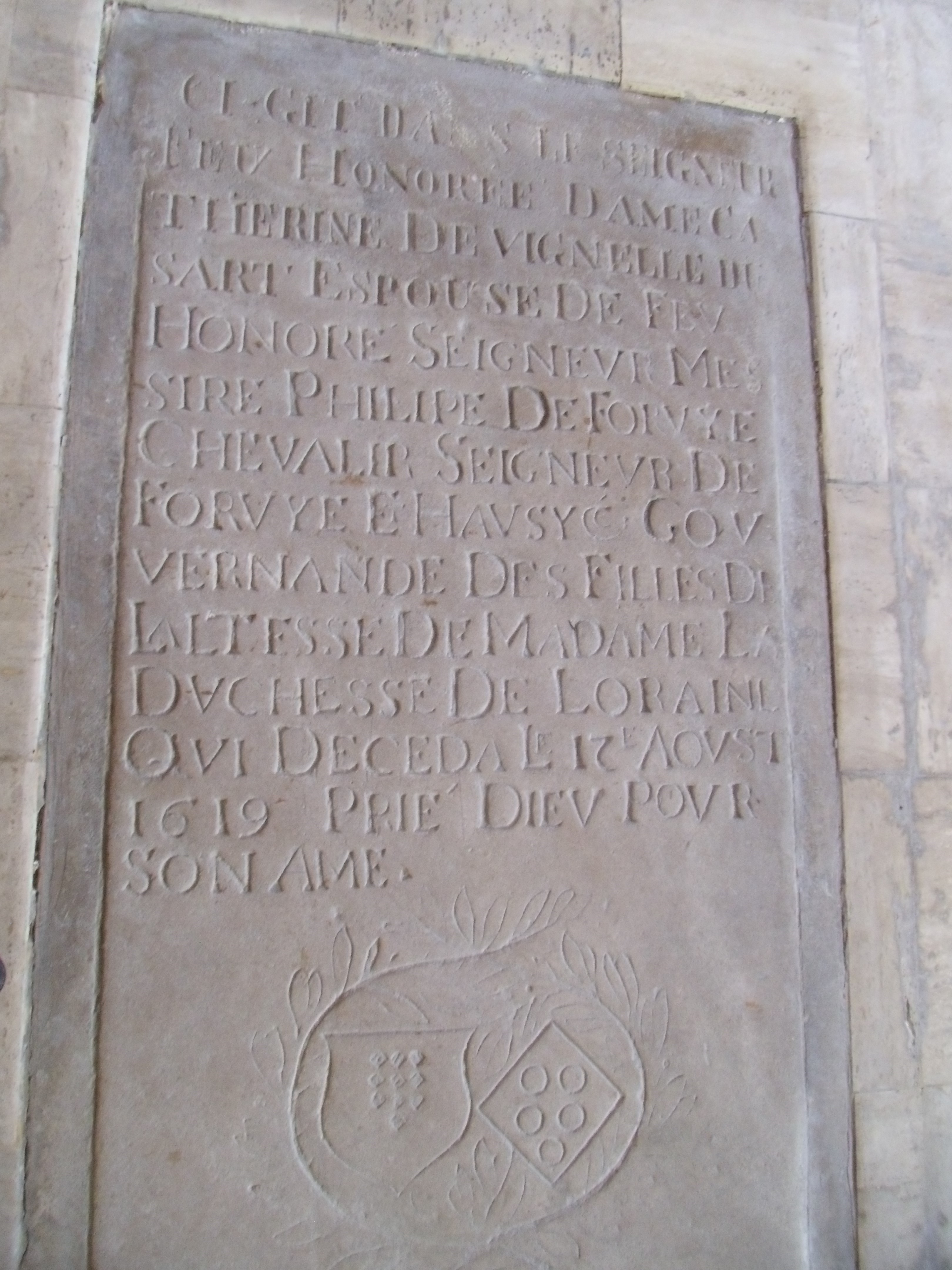
Grabplatte von 1619, Kirche St. Hippolyt